# Weißig am Raschütz
Weißig am Raschütz ist ein Ortsteil von Lampertswalde im äußersten Norden des Landkreises Meißen im Freistaat Sachsen.

## Geografie
Der Ort liegt am Nordrand der Großenhainer Pflege inmitten einer sanften Hügellandschaft an der Grenze zum Westlausitzer Bergland. Südlich des Ortes befindet sich das Waldgebiet Raschütz.

## Geschichte

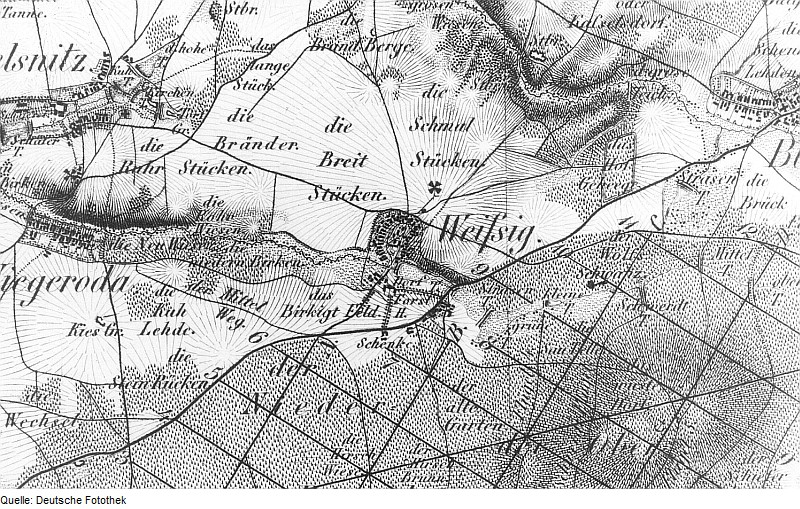
Weißig auf einer aus dem Jahre 1841 stammenden Landkarte

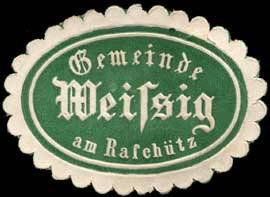
Einstige Siegelmarke der Gemeinde Weißig am Rasschütz.

### Ortsname und erste urkundliche Erwähnung
Eine erste urkundliche Erwähnung fand das als Platzdorf mit Gewanneflur angelegte Weißig im Jahre 1398 unter dem Namen Wissok, als die Hayner Bürgerfamilie Kelle mit 12,5 Hufen in Weißig und damit mit dem halben Dorf belehnt wurde. Weitere Formen des Ortsnamens waren im Laufe der Zeit: Wissagc (1406), Wissag (1443), Weyßack (1458), Weissagk (1540), Weißigk (1590) und schließlich Weißig am Raschütz im Jahre 1875. Der Ortsname wird als hoch gelegene Siedlung gedeutet.
Um 1406 wird die Größe des Dorfes mit 19 Hufen angegeben. Das in der Region ebenfalls ansässige Adelsgeschlecht derer von Köckritz erhielt einige Jahre später 1408 einen weiteren Teil des Dorfes als Lehen. Schon damals gehörte der Ort zur Pflege Großenhain. Es kam später noch zu einigen Besitzerwechseln. Als Besitzer werden hier unter anderem die Berka von Dubá (1443). die Gebrüder von Buckewitz (1452) und schließlich der Rat zu Hayn im Jahre 1466 genannt. Im Jahre 1620 kam der Ort, der in den Jahren 1586 und 1587 von Pestepidemien schwer betroffen war, dann in den Besitz des sächsischen Kurfürsten und damit unter die Verwaltung des Rittergutes in Naundorf, das in Weißig ein Vorwerk errichtete. Einige Jahre später war er durch die Auswirkungen des Dreißigjährigen Krieges halb wüst gefallen (1637). Noch im Jahre 1659 hatte Weißig deshalb eine schwere Schuldenlast zutragen. Großbrände wüteten im Ort im Jahre 1604, als elf Bauerngüter verbrannten und 1830. Diesem Brand fielen fast alle Gebäude rund um den Weißiger Dorfplatz zum Opfer.
Kirchlich war Weißig ursprünglich bis 1818 nach Skässchen eingemeindet und kam dann zu Oelsnitz.

### Neuzeit
Am Ende des Zweiten Weltkrieges kam es in Weißig zu Kämpfen und das Dorf wurde am 21. April 1945 von der heranrückenden Roten Armee besetzt. Jedoch drangen einige Tage später noch einmal deutsche Truppen in den Ort, wodurch es zu schweren Gefechten kam, die erst am 6. Mai 1945 beendet wurden. Letztlich waren dabei nahezu 80 Prozent des Ortes zerstört worden und fast 80 Soldaten beider Seiten gefallen.
Die dem Krieg folgende Bodenreform in der Sowjetischen Besatzungszone hatte die Enteignung der inzwischen zum Rittergut Blochwitz gehörenden Flächen zur Folge. Bereits 1953 bildete sich in Weißig eine erste LPG mit einer landwirtschaftlichen Fläche von 188 Hektar. 1960 erfolgte die Gründung der LPG Waldfrieden mit etwa 216 Hektar Fläche. Anfang der 1970er Jahre entstand dann die Kooperative Abteilung Pflanzenproduktion (KAP) „Am Raschütz“, deren Sitz sich in Weißig befand.
1994 schlossen sich Weißig, Blochwitz, Brößnitz und Oelsnitz-Niegeroda zur Landgemeinde Weißig am Raschütz zusammen.
Am 30. Juni 2011 entschied sich der Gemeinderat für die Eingemeindung nach Lampertswalde. Die dazu notwendige Vereinbarung wurde am 5. Oktober beschlossen. Zum 1. Januar 2012 wurde die Eingemeindung vollzogen. Zuvor erledigten Lampertswalde, Schönfeld und Weißig ihre Verwaltungsaufgaben in der Verwaltungsgemeinschaft Schönfeld gemeinsam.

## Kultur und Sehenswürdigkeiten

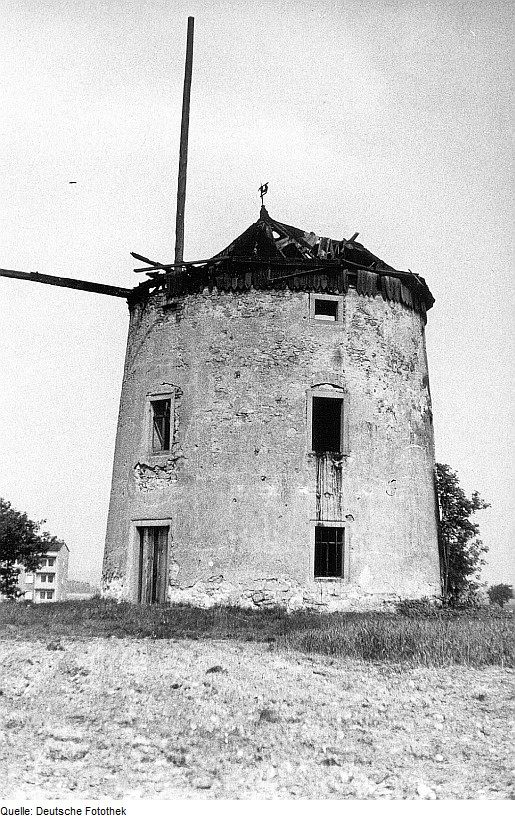
Zustand der Weißiger Holländerwindmühle im Jahre 1972

In der örtlichen Denkmalliste sind mehrere historische Denkmäler und Gebäude verzeichnet.
So befindet sich das Weißiger Forsthaus im südlichen Teil des Dorfes. Der mit einem Walmdach versehene dreigeschossige Putzbau entstand im Jahre 1804 durch den Umbau des einstigen Herrenhauses in Weißig. Weitere Baudenkmäler sind ein Wohnstallhaus eines Dreiseitenhofes in der Dorfstraße 11, welches auf das Jahr 1893 datiert wird und das als Fachwerkbau errichtete Seitengebäude eines weiteren Dreiseitenhofes in der Hauptstraße 17, das einst in der zweiten Hälfte des 19. Jahrhunderts entstand.
Im Norden des Dorfes ist eine Turmholländermühle zu finden. Die Entstehung diese mit einem Kegeldach versehenen Bauwerks wird auf die erste Hälfte des 19. Jahrhunderts datiert.